# セントウソウ属
セントウソウ属（セントウソウぞく、学名：Chamaele）はセリ科の属の一つ。

## 特徴
多年草。茎は株状になり、根元近くから数本の茎を出す。葉に長い柄があり、1-3回3出羽状複葉になり、小葉や裂片の形は変異が多く、さまざまである。花は複散形花序で頂生し、複散形花序の下の総苞片、小花序の下の小総苞片ともに無い。萼筒の先の萼歯片は無い。花弁は5弁で白色、花弁の先はふつう平らであるが、ときにわずかに内曲する。果実は楕円形で、分果の横断面は円形、表面は無毛。分果の隆条は低い脈状で、油管はない。
日本特産の単型属で、セントウソウ1種がある。

## 種
- セントウソウ Chamaele decumbens (Thunb.) Makino
  - イブキセントウソウ Chamaele decumbens (Thunb.) Makino f. dilatata Satake et Okuyama
  - オオギバセントウソウ Chamaele decumbens (Thunb.) Makino f. flabellifoliata Y.Kimura
  - ミヤマセントウソウ Chamaele decumbens (Thunb.) Makino f. japonica (Y.Yabe) Ohwi
  - ヒナセントウソウ Chamaele decumbens (Thunb.) Makino var. gracillima H.Wolff
  - ヤクシマセントウソウ Chamaele decumbens (Thunb.) Makino var. micrantha Masam.

## ギャラリー
- 総苞片、小総苞片が無く、花弁は平ら。